# Capbrya
Genre
Capbrya est un genre de collemboles de la famille des Orchesellidae.

## Distribution
Les espèces de ce genre sont endémiques d'Afrique du Sud.

## Liste des espèces
Selon Checklist of the Collembola of the World (version du 24 août 2019) :
- Capbrya marshalli Barra, 1999
- Capbrya themeda Barra, 1999

## Publication originale
- Barra, 1999 : Un nouveau genre Capbrya avec deux nouvelles espèces de la Province du Cap (Rép. Sud Africaine) (Collembola: Entomobryidae), Capbrya n. gen. d'Afrique du Sud (Insecta: Collembola). Bulletin de l'Institut Royal des Sciences Naturelles de Belgique, Entomologie, vol. 69, p. 19-24.